# Palloptera anderssoni
Palloptera anderssoni är en tvåvingeart som beskrevs av Rotheray och Macgowan 1999. Palloptera anderssoni ingår i släktet Palloptera och familjen prickflugor. Arten har ej påträffats i Sverige. Inga underarter finns listade i Catalogue of Life.